# Hispaniolavråk
Hispaniolavråk (Buteo ridgwayi) är en akut hotad fågel i familjen hökar. Den förekommer endast på ön Hispaniola i Västindien. 

## Utseende och läte
Hispaniolavråken är en medelstor och kompakt vråk med en längd på 36–41 centimeter. Den vuxna fågeln är gråbandad och rödbrun undertill, gråbrun ovan och stjärten är bandad svartvit. I flykten syns vita halvmåneformade fönster. Hanen är mindre och gråare än honan, som dessutom är blekare och mer bandad undertill. Bland lätena hörs gälla skrin.

## Utbredning
Fågeln förekommer på Hispaniola och några omkringliggande småöar. Numera återfinns den bara i Dominikanska republiken, med i princip alla sentida observationer gjorda i Los Haitises National Park.

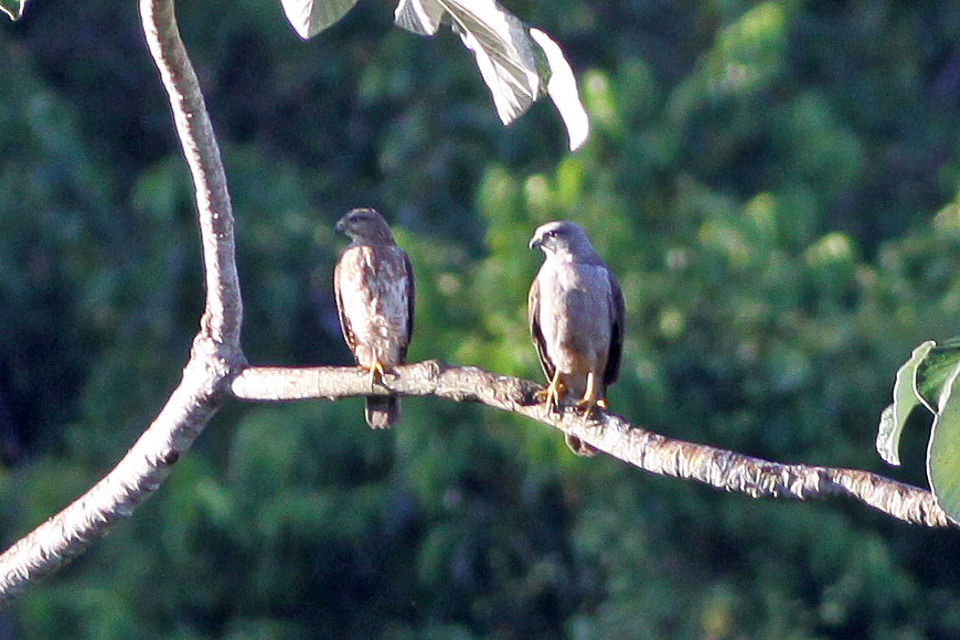

## Levnadssätt
Hispaniolavråken förekommer från havsnivå upp till 2.000 meter över havet i olika ostörda skogstyper, från regnskog till tallskog. Födan består huvudsakligen av ormar och ödlor, men också grodor. Boet placeras i trädkronor, framför allt i trädet Roystonea hispaniolana. Den lägger två till tre ägg och hanarna deltar i ruvningen.

## Status
Internationella naturvårdsunionen IUCN kategoriserar arten som akut hotad på grund av den mycket begränsade utbredningen och det lilla beståndet, som 2020 uppskattades till 322 vuxna individer. Arten har minskat till följd av skogsavverkning och direkt förföljelse. Endast 40 % av häckningarna är framgångsrika på grund av mänskliga störningar som tjuvjakt, avverkning eller avlivning av ägg eller ungar. Lokalbefolkningen betraktar fortfarande arten som ett hot mot höns, även om det bara finns ett enda dokumenterat fall när en hispaniolavråk tagit höns som föda, då i form av en veckogammal kyckling. Idag har dock trenden vänt genom framgångsrikt bevarandearbete.

## Namn
Fågelns vetenskapliga artnamn hedrar amerikanske ornitologen Robert Ridgway (1850-1929).